# هاملت والشعرية الجديدة
هاملت والشعر الجديد هو كتاب عم النقد الأدبي من جيمس جويس، إس إليوت وهاملت للبروفيسور الأمريكي "ويليام إتش. كيليان"، نُشرت في الأصل عام 1983.

## نظرة عامة
هاملت والشعرية الجديدة هو استكشاف قراءات نقدية لهاملت خلال القرنين التاسع عشر والعشرين. وخلال العصر الفيكتوري، يقول كيليان، كان هناك "تأثير هائل وإيجابي مارسه هاملت على الخيال الأدبي." وأعقب ذلك "تحول في الإدراك" خلال فترة الحداثة (1911–1922) عندما إليوت وجيمس جويس أدانوا المسرحية ووصفوها بأنها "فاشلة". حيث يشير جاكسون براير إلى أن هذا النص يتضمن "قراءة إعلامية" لمسرحية إليوت "هاملت ومشاكله" متبوعة بـ "مواقف إليوت المتغيرة تجاه هذه المسرحية في أعماله اللاحقة."

## روابط خارجية
- Hamlet and the New Poetic: James Joyce and T. S. Eliot. آن أربور، MI: مطبعة أبحاث UMI، 1983.